# Fontenay, Seine-Maritime
Fontenay là một xã thuộc tỉnh Seine-Maritime trong vùng Normandie miền bắc nước Pháp.

## Huy hiệu
| Arms of Fontenay | The arms of Fontenay are blazoned: Quarternly 1&4: Argent, a two-level fountain azure; 2&3: Azure, 2 fesses Or; overall on a bend sinister gules, 3 bezants (Or). |

## Dân số
| Năm | 1962 | 1968 | 1975 | 1982 | 1990 | 1999 | 2005 |
| --- | ---- | ---- | ---- | ---- | ---- | ---- | ---- |
| Dân số | 316  | 324  | 427  | 1022 | 1123 | 1143 | 1081 |
| From the year 1962 on: No double counting—residents of multiple communes (e.g. students and military personnel) are counted only once. |      |      |      |      |      |      |      |